# 三一教堂 (纽约)
纽约三一教堂（英語：Trinity Church）位于纽约市曼哈顿下城的百老汇大道89号（百老汇大道与华尔街的交汇处），是圣公会纽约教区的一座古老的堂区教堂。
1696年，英国圣公会购买这块土地兴建新教堂。目前的教堂祝圣于1846年5月1日基督升天节，当时是曼哈顿下城最高的建筑，是进入纽约港船只的欢迎灯塔。它被认为是哥特复兴式建筑的经典实例，1976年被列入国家史迹名录。

## 历史和建筑
1696年，州长本杰明·弗莱彻通过了在曼哈顿下城卖地建设新的教堂。1697年五月六日威廉三世国王以每年60桶（一桶约等于8加仑） 麦子为租金， 租给了教区。第一位主教是威廉姆维希，他在这个教堂任职49年，死于1746年。
2001年9月11日，世界贸易中心的坍塌撞倒了教堂院内生长了一个世纪的无花果树。
三一教堂是纽约市最大的土地拥有者之一。